# Križ na gori
Križ na gori je delo Ivana Cankarja iz leta 1904, ki mu je dal avtor podnaslov Ljubezenska zgodba.

## Vsebina
Matej (Mate) Kovač je naslikal sliko svetnika in povedal Hanci, da jo bo nesel župniku. Župniku je bila slika všeč, vendar je Mateju povedal, da ne bo mogel financirati njegovega šolanja, saj je veliko pridnih otrok, ki potrebujejo pomoč. K Hancinemu očetu je prišel učitelj, ki ga Hanca ni marala, saj je imel bolne, rdeče oči, ki so gledale kalno in neodločno izza oteklih trepalnic. Hanci ni bil po godu tudi njegov vesel nasmeh. Njen oče je razlagal učitelju, da je hotel biti Mate umetnik ter da je lump in vagabund. Učitelj je bil mnenja, da ne bo nikoli nič iz njega. Mate se je odločil, da bo odšel od doma za nekaj časa, saj ga je župnik zavrnil. Čez dve leti se je Mate vrnil in se v krčmi pogovarjal z učiteljem o Hanci. Učitelj mu je povedal, da je lepa in da jo marsikateri moški občuduje. Povedal mu je tudi, da je prišel pred v Globel 3 leti, in da se je zaljubil v Hanco, vendar mu Mate ni verjel. Mate je po nekaj dnevih spet odšel in se spet vrnil čez nekaj časa. Novico o svojem prihodu ni sporočil Hanci, ampak je Hanca za njegov prihod izvedela od učitelja, ki ji je smeje povedal, da je že nekaj dni doma. Hanca mu ni verjela, ker je bil pijan, zato je odšla v vas, kamor je prišel tudi učitelj. V dvorani so igrali igro Županova Micka. Županovo hčer je igrala učiteljica Alma. Po končani igri je sedla za mizo, kjer se je zabavala večja družba, ki se ji je pridružil tudi učitelj. Alma in Mate sta imela pod mizo sklenjene roke in ko je zaigrala godba, jo je povabil na ples. Učitelj je prihitel do Hance in jo zaprosil za ples. Kasneje je Mateju povedal, da je Alma ženska zanj, da je duhovita, lepa, temperamentna, čisto rojena za umetnika. Mate je odšel do Hance in jo prosil za odpuščanje, vendar sta sklenila, da je najbolje, da se razideta. Potem se je razšel še z Almo. Čez nekaj let je Mate propadel in ponovno prosil za pomoč župnika, kot je to storil pred leti, vendar ga je spet nagnal. Učitelj je Almi pripovedoval o Matejevem propadu. Rekel ji je, da si je Mate zaslužil propad, saj je hotel doseči oblake, a Alma mu je povedala, da zaupa vanj in mu želi vse dobro. Hanca in Mate sta se preko pisem dogovorila, da se bosta sestala. Sklenila sta, da bosta skupaj odšla iz Globeli. Pred odhodom je Hanca srečala učitelja, ki ji je povedal, da odhaja. Poslovila sta se, Hanca se je poslovila še od staršev in z Matejem sta odšla. Učitelj je zvečer stal pred krčmo in zdelo se mu je, da je na vrhu hriba zrasel velik križ.

## Interpretacija
Križ na gori je povest in tvori skupaj s Tujci in Na klancu nekakšno avtobiografsko trilogijo. V tretjem delu trilogije, v Križu na gori, vodi Cankar svojega dvojnika umetnika slikarja Mateja Kovača znova v tujino. Delo velja za njegovo najbolj optimistično povest, kljub temu da je bil umetnik tudi v tej v domovini še vedno zaničevan, saj ga je še pravi čas »rešila« Hancina ljubezen. Ideji povesti je podrejena sama »ljubezenska zgodba«, s katero je povest označena| v podnaslovu.